# Хіроно (Івате)

40°24′31″ пн. ш. 141°43′5″ сх. д. / 40.40861° пн. ш. 141.71806° сх. д.
Хіро́но (яп. 洋野町, ひろのちょう, МФА: [çiɾono t͡ɕoː]) — містечко в Японії, в повіті Кунохе префектури Івате. Станом на 1 жовтня 2007 площа містечка становила 303,20 км². Станом на 1 вересня 2008 населення містечка становило 18 606 осіб.